# Rente- en valutamanagement
Het rente- en valutamanagement is een van de primaire taken van de treasury. Men onderkent binnen deze functie twee aandachtsgebieden:

## Renterisico
Renterisico houdt in dat door veranderingen in de rentestanden de resultaten van de onderneming veranderen. Het renterisico kan worden onderverdeeld in primair en secundair risico. Primair risico is het ondervinden van nadeel door een rentestijging en het secundair risico is het niet profiteren van rentedalingen.
Het renterisico bij een financiële instelling ontstaat ten gevolge een 'mismatch' van de rentelooptijd van rentegevoelige activa en passiva op haar balans. Bij een wijziging van de rente kan de vergoeding zich in het nadeel van de financiële instelling aanpassen omdat de rentevervaldagen op activa en passiva kunnen verschillen.

## Valutarisico
Het valutarisico is onder te verdelen in drie soorten: (pre-)transactie, structureel en translatierisico:
Het transactierisico ontstaat als het gevolg van transacties in buitenlandse valuta's. Daarnaast onderkent men ook een pre-transactie exposure (blootstelling aan risico), dit is het risico op potentiële transacties zoals uitstaande offertes. Het risico heeft zijn effect op resultatenrekening van de korte termijn doordat de onderneming meer of minder opbrengsten c.q. kosten heeft door een verandering in de valuta.
Het structureel risico is het risico dat ontstaat als gevolg van de structuur en omzet van de bedrijfsactiviteiten van een onderneming. Een goed voorbeeld van een structureel risico was het bedrijf Fokker. Deze produceerde vliegtuigen in Nederland en verkocht deze in dollars. Het resultaat bleef op lange termijn gevoelig voor een verandering van de waarde van de dollar door de opzet van de activiteiten.
Het translatierisico is de verandering van de intrinsieke waarde van de onderneming als gevolg van een verandering in de koers doordat bijvoorbeeld deelnemingen in vreemde valuta worden geherwaardeerd. Dit betreft bijvoorbeeld een langetermijninvestering in een andere valuta dan de rapportagevaluta. Bijvoorbeeld, een Nederlandse multinational die investeert in een Russische onderneming kan de waardering van deze deelneming zien dalen door een devaluatie van de roebel. De oorzaak van een translatierisico ligt vaak in een ver verleden en de in te dekken cashflows in de verre toekomst. Een translatierisico heeft alleen een effect op de balans.

## Beheersing
Om de rente- en valutarisico's te beheersen moet men de volgende vijf stappen uitvoeren:
- het formuleren van doelstellingen;
- bepaling van de exposure;
- het ontwikkelen van een rente- of valutavisie;
- valuta- of rentebeleid;
- evaluatie.

De gekozen doelstellingen van het risicobeheer door een Treasury-afdeling zijn afhankelijk van de wijze waarop een Treasury-afdeling wordt ingericht: een profit center of een cost center. Wanneer men de keuze maakt voor een cost center dan is het beleid erop gericht de risico's te minimaliseren. Dit beleid is erop gericht de gehele valuta-exposure op de korte termijn in te dekken en een actief beleid te voeren ten aanzien van de rentekosten. Dit actieve beleid heeft tot doelstelling het minimaliseren van het renterisico.
Wanneer men de keuze maakt voor een profit center dan heeft de treasury tot taak de kosten van rente en valuta te minimaliseren. De afdeling zal ten aanzien van het valutarisico een selective cover beleid voeren. De kosten en de baten van een valuta-exposure worden geanalyseerd en per geval wordt beslist of de risico's worden afgedekt. Ten aanzien van rente betekent dit een passief beheer gericht op minimalisatie van rentekosten. De mate van risico wordt enerzijds bepaald door de exposure en anderzijds door de volatiliteit van de rente ofwel in hoeverre fluctueert de rente of de valuta. Onder de exposure wordt verstaan de mate waarin de onderneming bloot staat aan de invloeden van valuta- en renteschommelingen.
Om het risico te beheersen, zal men een valuta- en rentevisie moeten ontwikkelen. Een rentevisie is gebaseerd op het interpreteren van een aantal economische variabelen. De belangrijkste variabele, voor Europese bedrijven, is de inflatieverwachting in Europa. Wanneer men veel inflatie verwacht dan zal de Europese Centrale Bank (ECB) reageren door de korte termijn voorschotsrente te verhogen. Op basis van deze voorschotsrente worden de banktarieven bekend. Naast de inflatieverwachtingen is ook de positie van de euro ten opzichte van de dollar van belang. Wanneer een depreciatie van de dollar en een appreciatie van de euro dreigt, dan zal de ECB de (euro) rente verlagen.
Een valutavisie kan op twee manieren worden ontwikkeld; namelijk een fundamentele en technische analyse. Bij de fundamentele analyse gaat men ervan uit dat economische factoren bepalend zijn voor vraag en aanbod van een valuta. Op korte termijn is de renteontwikkeling de bepalende factor ten aanzien van de valutaontwikkeling, echter op lange termijn is de inflatieontwikkeling bepalend. Een technische analyse gaat uit van een stabiel patroon in het gedrag van de valutahandelaren en dat men door het onderkennen van patronen de wisselkoers op korte termijn kan voorspellen.
Om het risico af te dekken heeft de Treasury-afdeling een aantal instrumenten tot haar beschikking:

## Rente dekkingsinstrumenten
Het renterisico is af te dekken door gebruikmaking van een aantal instrumenten. De belangrijkste instrumenten zijn: renteswap, Forward Rate Agreement en opties.

## Valuta dekkingsinstrumenten
Bij de uitvoering van het beleid kan gebruik worden gemaakt van zowel interne als externe dekkingstechnieken. De dekkingstechnieken voor het valutabeheer zijn op de volgende manier onder te verdelen:
- interne dekkingsinstrumenten: deze hebben alleen effect op de onderneming zelf. De interne instrumenten die men hanteert op een Treasury-afdeling zijn grotendeels van strategische aard. Het gaat om financiële strategieën (matching, netting, leading en lagging) en overige strategieën (productie, transport, marketing en organisatie). Wanneer men gebruikmaakt van de financiële strategieën zal men proberen de geldstromen zo te laten plaatsvinden dat het valutarisico minimaal is. Bij de overige strategieën zal men de organisaties zo inrichten dat de kosten worden betaald met valuta's die depreciëren en de opbrengsten worden ontvangen in sterke valuta's;
- externe dekkingsinstrumenten: deze hebben effect zowel op de eigen onderneming als op buitenstaanders. Men kan valutarisico's beperken door gebruik te maken van termijncontracten, geldmarktinstrumenten, opties en valutaswaps.

## Toetsing
Met deze instrumenten voert men een rente- en een valutabeleid. Het beleid zal moeten worden getoetst aan de gestelde doelstellingen.